# Andreas Guski
Andreas Guski (* 11. Dezember 1943 in Dresden) ist ein deutscher Slawist, Autor und emeritierter Hochschullehrer für slawische Philologie an der Universität Basel (Schweiz).

## Leben
Andreas Guski wurde als zweites Kind des Landgerichtsrats Karl Guski und seiner Ehefrau, der Fotografin Erika Guski, geb. Ludwig, in Dresden geboren, wohin die Familie wegen der Bombardierung Berlins evakuiert worden war. 1946 kehrte er mit der Familie zurück nach Berlin (West), besuchte die Schulen in Berlin-Zehlendorf und legte 1963 am Arndt-Gymnasium zu Berlin-Dahlem (altsprachlicher Zweig) die Reifeprüfung ab. Von 1963 bis 1969 studierte er Slawistik, Germanistik und Geschichte an der FU Berlin, der Universität Kiel und der Universität München. Seit 1969 war er verheiratet mit Hannelore Guski (geb. Tölle, 1944–2015). Alexandra Guski und Roman Guski sind seine Kinder.
1970 wurde er mit einer Arbeit zu Michail Lermontovs Konzeption des literarischen Helden promoviert. Von 1971 bis 1984 war Andreas Guski wissenschaftlicher Assistent und Assistenzprofessor am Osteuropa-Institut der FU Berlin. 1984/85 übernahm er eine Vertretungsprofessur an der Universität Oldenburg. 1985 habilitierte er sich an der FU Berlin mit einer Habilitationsschrift zum Thema Literatur und Arbeit. Produktionsskizze und Produktionsroman im Russland des 1. Fünfjahrplans (1928–1932).
Von 1985 bis 1988 war er Professor für Slawische Philologie an der Ruhr-Universität Bochum und von 1989 bis zu seiner Emeritierung Ordinarius für Slawische Philologie an der Universität Basel sowie Gastdozent an den Universitäten Zürich und Bern.
2002 bis 2003 amtierte er als Dekan der Philosophisch-Historischen Fakultät der Universität Basel. Zum Ende des Herbstsemesters 2007 wurde er emeritiert. Guski lebt in Berlin.

## Arbeits- und Forschungsschwerpunkte
Andreas Guskis Forschungsschwerpunkte sind die gesellschaftlichen Rahmenbedingungen von Literatur und Kunst, Literatur der Arbeitswelt und Arbeiterliteratur, Genese und Poetik des „sozialistischen Realismus“, das politische Massenlied, Avantgardebewegungen in Russland und Tschechien, Poetik und Ideologie der russischen Romantik (Puschkin, Lermontow) und des russischen Realismus (Dostojewskij).

## Mitgliedschaften
- Schweizerische Akademische Gesellschaft für Osteuropawissenschaften (SAGO)
- Osteuropa-Forum Basel (OFB)
- Deutsche Puschkin-Gesellschaft
- Deutsche Dostojewskij-Gesellschaft
- Deutsche Gesellschaft für Osteuropakunde
- Deutscher Slavistenverband

## Schriften (Auswahl)
- M. Ju. Lermontovs Konzeption des literarischen Helden, München 1970.
- Zur Poetik und Rezeption von Božena Němcovás „Babička“. Wiesbaden 1991.
- Literatur und Arbeit. Produktionsskizze und Produktionsroman im Russland des 1. Fünfjahrplans (1928–1932), Wiesbaden 1995.
- mit W. Kośny: Sprache, Text, Geschichte. München 1997.
- mit U. Schmid: Literatur und Kommerz im Russland des 19. Jahrhunderts. Institutionen, Akteure, Symbole. Zürich 2004, ISBN 978-3-907576-67-0.
- Dostojewskij. Eine Biographie. München 2018 (chinesische Übersetzung Beijing 2022), ISBN 978-3-406-77712-7.